# Gymnocalycium baldianum
Gymnocalycium baldianum Speg., 1905 es una especie de cactus del género Gymnocalycium en la familia Cactaceae.

## Distribución
Es originario de la provincia de Catamarca, Argentina en sierra Ancasti, sierra Graciana, sierra de Narváez, sierra de Guayamba, sierra de Manchao y en las montañas al este de Andalgalá. Crece en alturas de 500 a 2000 m snm.

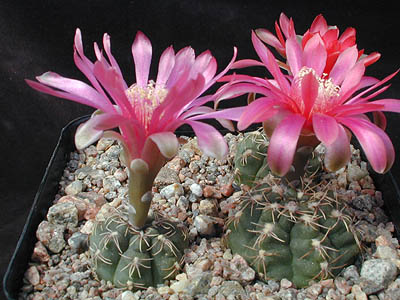
Detalle de la planta en flor

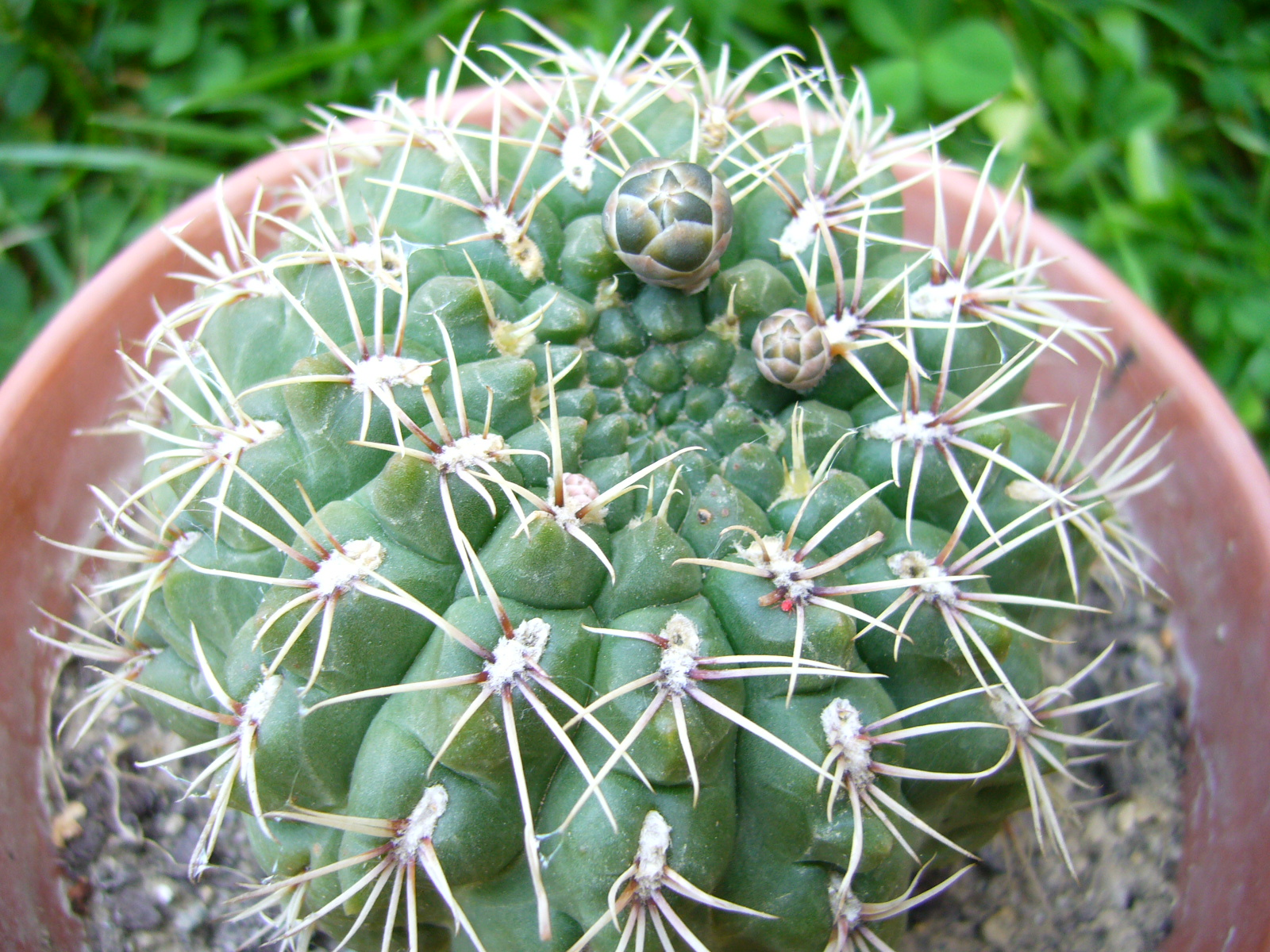
Vista de la planta

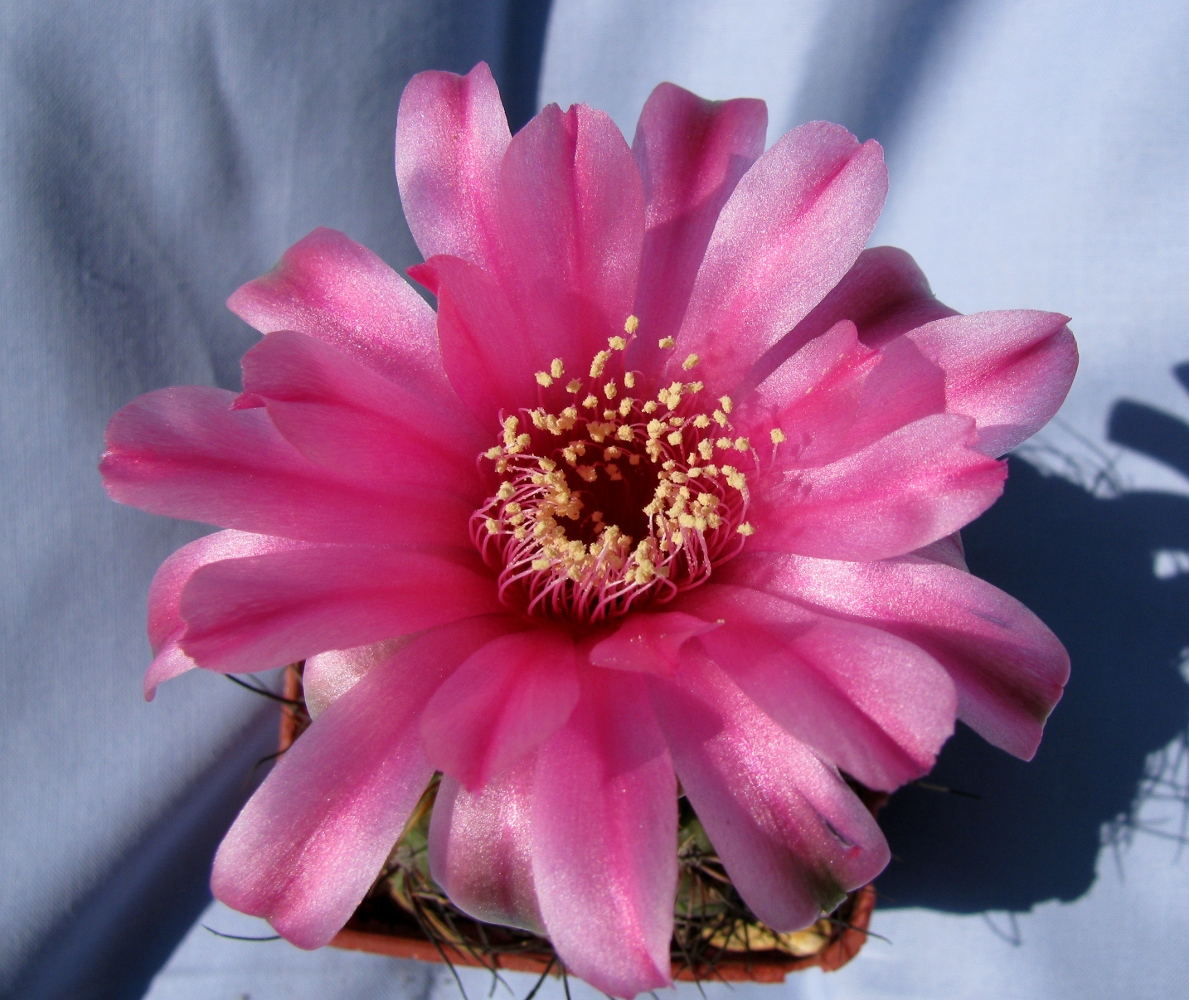
Detalle de la flor

## Descripción
Planta solitaria, pocas veces suele amacollar; tallo globoso verde azulado, de 4-10 cm de altura y 6-7 cm de diámetro. Raíz tuberosa. De 9-11 costillas, redondeadas, divididas entre tubérculos. Las espinas todas radiales, de 5-7, delgadas, aplanadas sobre la superficie, color gris amarronado y de 1,5 cm de largo. Flores rojas de 3-5 cm de diámetro. Fruto oscuro verde grisáceo.

## Cultivo
Se multiplica a través de semillas.
Observaciones: contiene alcaloides. Temperatura media mínima 10 °C. Sol moderado. Poco riego en verano, seco en invierno.

## Taxonomía
Gymnocalycium baldianum fue descrita por Carlos Luis Spegazzini y publicado en Anales de la Sociedad Científica Argentina 94: 135. 1925.
Etimología
Ver: Gymnocalycium
baldianum epíteto otorgado en honor de J. Baldi, y amigo de Carlos Luis Spegazzini.
Sinonimia
- Echinocactus baldianum basónimo
- Echinocactus sanguiniflorus
- Gymnocalycium sanguiniflorum[4]